# 鶴川郵便局
鶴川郵便局（つるかわゆうびんきょく）は東京都町田市大蔵町にある郵便局。民営化前の分類では集配普通郵便局であった。

## 概要
住所：〒195-8799 東京都町田市大蔵町446番地

### 作業所
- 山崎団地郵便作業所 - 住所：〒195-0074 東京都町田市山崎町2200（町田山崎郵便局に併設）

## 沿革
- 1875年（明治8年）10月 - 小野路（おのじ）郵便局（五等）として開設[1]。
- 1885年（明治18年）5月10日 - 小野路郵便受取所となる。同年12月1日、貯金預所を設置。
- 1888年（明治21年）5月10日 - 廃止。
- 1902年（明治35年）1月21日 - 小野路郵便局（三等）として再設置。
- 1937年（昭和12年）4月1日 - 再び廃止後、鶴川郵便局として大蔵町に再々設置[2][3]。
- 1962年（昭和37年）3月25日 - 電話交換業務を町田電報電話局に移管[4]。
- 1968年（昭和43年）11月19日 - 和文電報配達事務を町田電報電話局鶴川分局に移管。
- 1970年（昭和45年）3月2日 - 特定郵便局から普通郵便局に局種別改定。
- 1992年（平成4年）3月1日 - 郵便番号を194-01から195に変更[5]。
- 2000年（平成12年）8月14日 - 外国通貨の両替および旅行小切手の売買に関する業務取扱を開始。
- 2007年（平成19年）10月1日 - 民営化に伴い、併設された郵便事業鶴川支店に一部業務を移管。
- 2012年（平成24年）10月1日 - 日本郵便株式会社発足に伴い、郵便事業鶴川支店を鶴川郵便局に統合。

## 取扱内容
- 郵便、印紙、ゆうパック、内容証明
- 貯金、為替、振替、振込、国際送金、外貨両替・トラベラーズチェック、国債、投資信託
- 生命保険、バイク自賠責保険、自動車保険
- ゆうちょ銀行ATM
- 町田市内の一部地域の集配業務
管轄内郵便ポストからの取集は町田郵便局が行っており、当局は鶴川局前ポストのみ取集している
- ゆうゆう窓口

## 風景印
- 図柄は金井八幡神社獅子舞と薬師池公園。局名表記は「鶴川」
- 使用開始日は1976年8月1日

## 周辺
- 国士舘大学 町田キャンパス
- 町田市立大蔵小学校
- 鶴見川

## アクセス
- 小田急小田原線 鶴川駅から西へ約2km（徒歩約24分）
- 神奈中バス 大蔵（鶴川郵便局前）停留所下車
- 東名高速道路 横浜青葉ICから北西へ約9km
- 駐車場あり：25台